# Glenea cinerea
Glenea cinerea är en skalbaggsart som beskrevs av Thomson 1865. Glenea cinerea ingår i släktet Glenea och familjen långhorningar.
Artens utbredningsområde är Filippinerna. Inga underarter finns listade i Catalogue of Life.